# Paulinismo

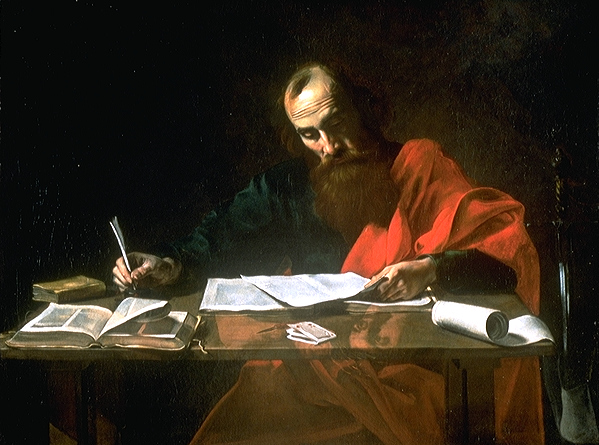
Representação artistica de Paulo de Tarso escrevendo suas Epístolas, do século XVI (Fundação Blaffer Collection, Houston, Texas). A maioria dos estudiosos afirmam que Paulo realmente ditava suas cartas a um secretário

Paulinismo é um termo usado para se referir a um ramo do cristianismo primitivo associados com as crenças e doutrinas defendida pelo Apóstolo Paulo através de seus escritos. A maioria do cristianismo ortodoxo depende fortemente destes ensinamentos e os considera como ampliações e explicações sobre os ensinamentos de Jesus. Outros sustentam que os escritos de Paulo são ensinamentos que são radicalmente diferentes dos ensinamentos originais de Jesus documentados nos evangelhos sinópticos, no início de Atos dos Apóstolos e em outros textos do Novo Testamento, especialmente com o conteúdo da Epístola de Tiago. O termo é geralmente considerado pejorativo pelos cristãos tradicionalistas, uma vez que carrega a implicação de que o cristianismo como é conhecido é uma corrupção dos ensinamentos originais de Jesus, como por exemplo, na crença de uma grande apostasia.
Os defensores da percepção distintiva paulina incluem Marcião de Sinope, o teólogo do século II, um herege excomungado, que afirmou que Paulo foi o único apóstolo que havia entendido corretamente a nova mensagem da salvação como entregue por Cristo. Adversários da mesma época incluem os ebionitas e nazarenos, essênios e judeus nazarenos  rejeitaram Paulo por desviar-se do "judaísmo" normativo. Paulinismo, como uma expressão, primeiramente entrou em uso no século XX, entre os estudiosos que propuseram diferentes vertentes de pensamento dentro do cristianismo primitivo, onde Paulo foi uma influência poderosa. Entrou em uso generalizado entre os estudiosos não-cristãos e depende do crédito, avançado em idades diferentes, que a forma da fé encontrada nos escritos de Paulo é radicalmente diferente daquela encontrada em outras partes do Novo Testamento, mas também que a sua influência veio a predominar. Também é feita referência ao grande número de textos não-canônicos, algumas das quais foram descobertas durante os últimos cem anos, e que mostram os muitos movimentos e correntes de pensamento que emanam a vida de Jesus e de ensino ou que possam ser contemporâneo com eles, alguns dos quais podem ser contrastados com o pensamento de Paulo. Dos mais significativos são ebionismo e gnosticismo. No entanto, não há concordância universal quanto ao relacionamento do gnosticismo ou ao cristianismo em geral ou os escritos de Paulo, em particular. 
Alguns pensadores julgam ser mais correto dizer que o que existe hoje é um "paulinismo", não um cristianismo. As principais críticas da corrente antipaulina concentram-se em pontos polêmicos das epístolas do apóstolo. Nelas, entre outras coisas, Paulo defende a obediência dos cristãos ao opressivo Império Romano, bem como o pagamento de impostos, legitima a submissão feminina e esboça uma doutrina da salvação distinta daquela que, segundo teólogos antipaulinos, teria sido defendida por Jesus.